# Heidi Range
Heidi India Range (n. 23 mai 1983, Liverpool, Anglia) este o cântăreață engleză, membră a grupului Sugababes.